# Josef Pühringer
Josef Pühringer ( [ˈjoːzɛf ˈpyʀɪŋɐ] (ajuda·info)) (30 de outubro de 1949 em Traun) é um político austríaco. (ÖVP)
Desde 1995 que Josef Pühringer é o Landeshauptmann da Alta Áustria. Desde 2003 que Josef Pühringer conduz uma coligação "preta-verde". (ÖVP - Os Verdes)